# جیمز ای. همنوی
جیمز ای. همنوی (به انگلیسی: James A. Hemenway) سناتور سابق عضو حزب جمهوری‌خواه ایالات متحده آمریکا بود. وی در سال ۱۹۰۵ تا ۱۹۰۹ میلادی سناتور ایالت ایندیانا در سنای ایالات متحده آمریکا بود.